# Galatheidae

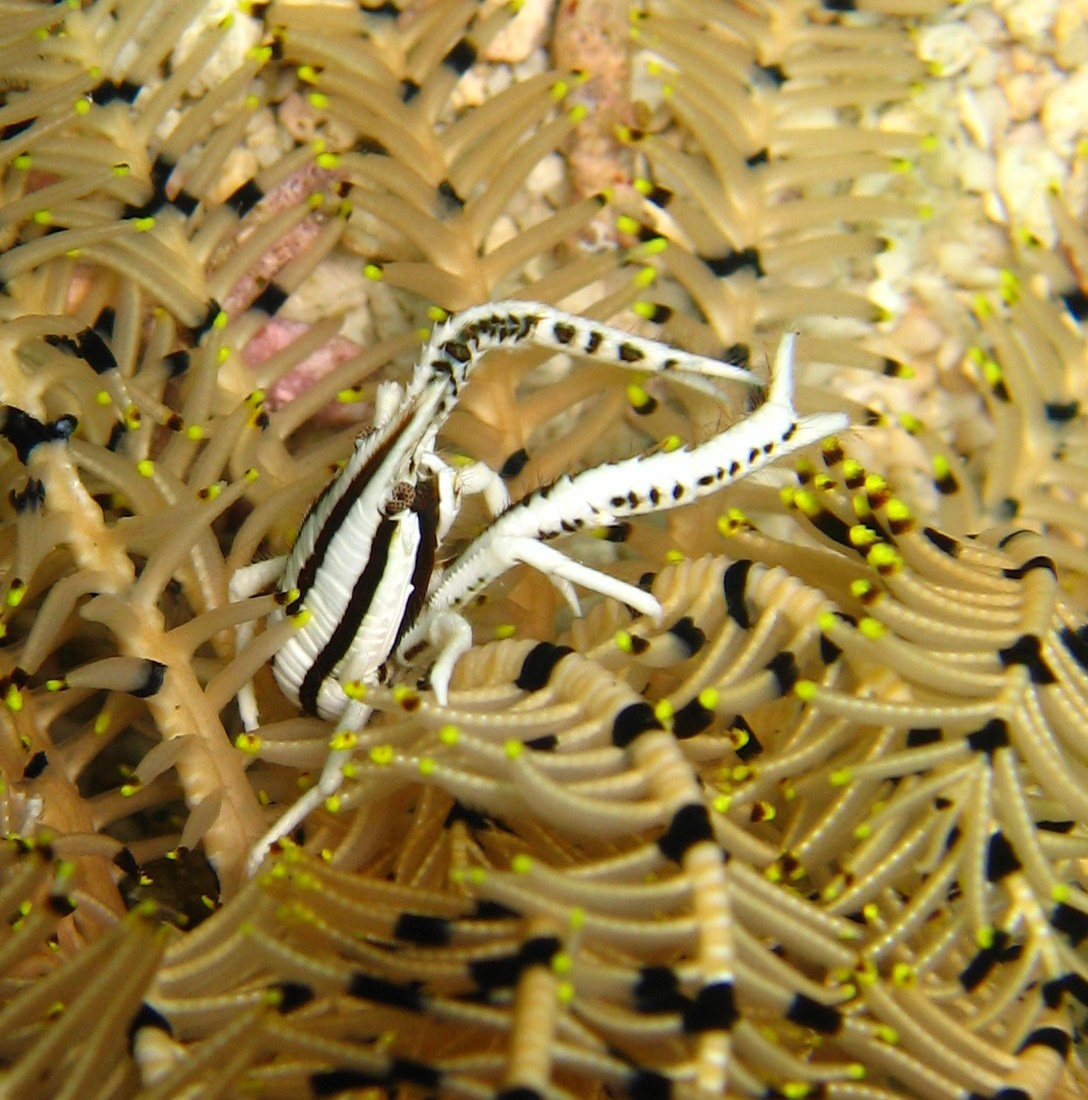
Allogalathea elegans

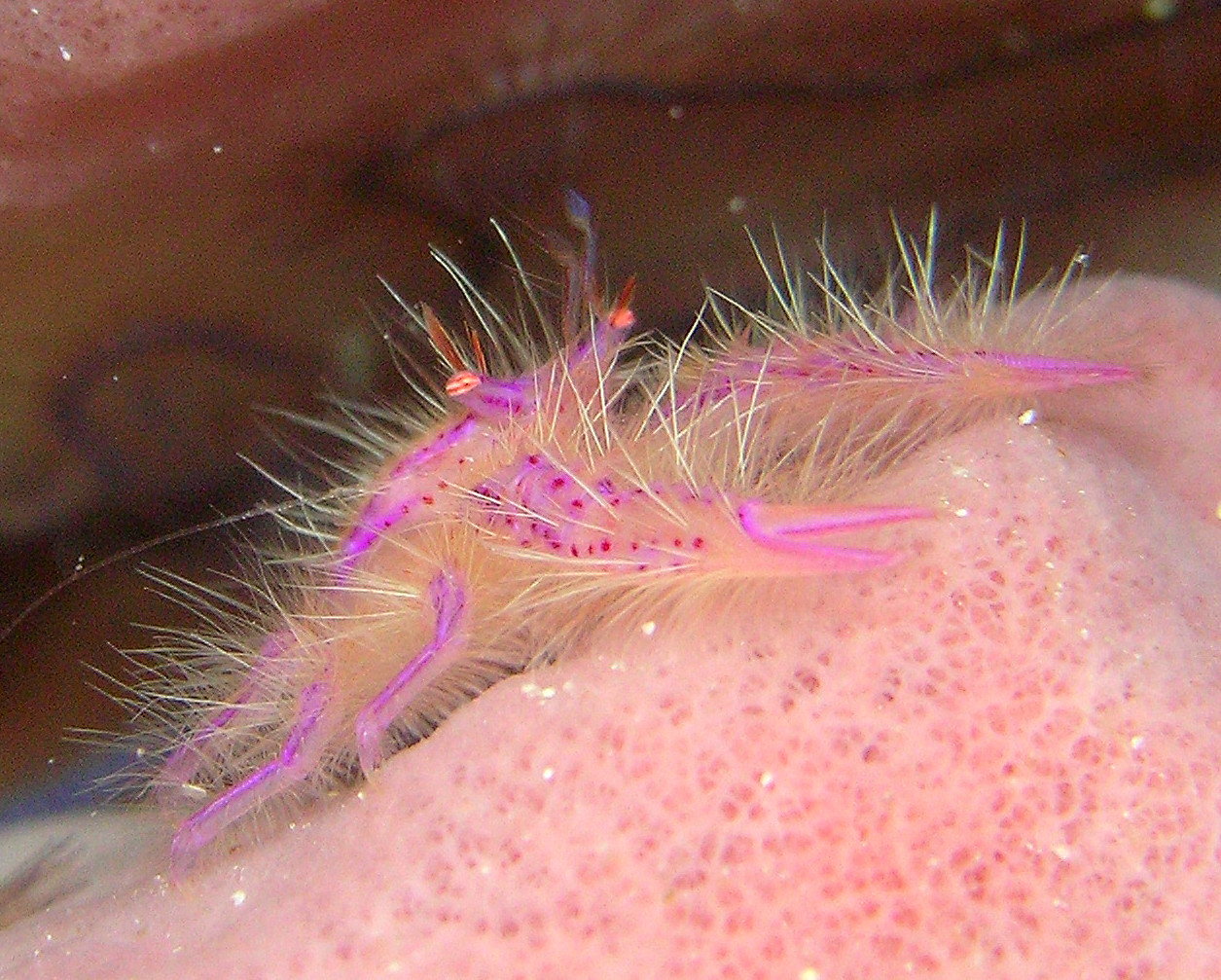
Lauriea siagiani

Galatheidae Samouelle, 1819 è una famiglia di crostacei decapodi appartenenti alla superfamiglia Galatheoidea.

## Distribuzione e habitat
Sono esclusivamente marini, diffusi in tutti gli oceani e in genere bentonici; vivono sia vicini alla superficie che in acque profonde.

## Descrizione
Questi crostacei presentano un rostro ben sviluppato che si estende oltre gli occhi, e due chele simmetriche.
L'addome, simile a quello di un'aragosta, è parzialmente ripiegato sotto il cefalotorace, caratteristica che dà a questi animali un aspetto intermedio tra gli achelati e i granchi; il processo di carcinizzazione non è comunque tanto avanzato come lo è in altri galateoidi come i porcellanidi, in quanto l'addome è comunque ben sviluppato e il cefalotorace è più lungo che largo.
Sono in genere crostacei di piccole dimensioni, e la colorazione è molto variabile.

## Tassonomia
In questa famiglia sono riconosciuti 12 generi:
- Alainius Baba, 1991
- Allogalathea Baba, 1969
- Allomunida Baba, 1988
- Coralliogalathea Baba & Javed, 1974
- Fennerogalathea Baba, 1988
- Galathea Fabricius, 1793
- Janetogalathea Baba & Wicksten, 1997
- Lauriea Baba, 1971
- Macrothea Macpherson & Cleva, 2010
- Nanogalathea Tirmizi & Javed, 1980
- Phylladiorhynchus Baba, 1969
- Triodonthea Macpherson & Robainas-Barcia, 2013